# Шандор Ходоші
Шандор Ходоші (угор. Sándor Hódosi, нар. 28 квітня 1966, Будапешт, Угорщина) — угорський веслувальник на байдарках, олімпійський чемпіон 1988 року, дворазовий чемпіон світу.

## Кар'єра
Шандор Ходоші народився 28 квітня 1966 року в місті Будапешт. Веслуванням почав займатися з дитинства, підготовку проходив у столичному клубі «Хонвед»
Перший успіх до спортсмена прийшов у 1987 році. На чемпіонаті світу він виграв бронзову нагороду в байдарках-двійках на дистанції 10000 метрів. На Олімпійських іграх у 1988 році він став олімпійських чемпіоном у байдарках четвірках на дистанції 1000 метрів (окрім Ходоші у складі екіпажу були: Жолт Дьюлай, Ференц Чіпеш та Аттіла Абрахам). 
У 1989 році став дворазовим чемпіоном світу. Перемоги він здобув у байдарці-двійці на не олімпійській дистанції 10000 метрів, а також у байдарці-четвірці на дистанції 1000 метрів. Намагався пройти відбір на Олімпійські ігри  1992 року, однак через отриману травму був змушений завершити спортивну кар'єру.

## Виступи на Олімпійських іграх
| Олімпіада | Дисципліна                     | Місце |
| --------- | ------------------------------ | ----- |
| Сеул 1988 | байдарки-четвірки, 1000 метрів | 1     |